# 土豆米
土豆米（英語：Potato-turned-rice），是一种利用加工技术把新鲜土豆转化而成的米粒状淀粉制品。该项加工技术由中国科学院院士、高分子物理化学家吴奇带领团队历时5年多研发完成。

## 历史沿革
- 2015年：中国启动马铃薯主粮化战略，提出将马铃薯加工成适合中国人消费习惯的主食产品。
- 2019年：中国科学院化学研究所完成植物多糖与蛋白复合体系的基础理论研究，建立高分子物理化学模型。
- 2023年8月：云南省昭通市建成马铃薯高水分挤压重组技术中试基地，验证工业化生产可行性。
- 2024年11月：全球首条全自动土豆米生产线在巧家县投产，采用模块化设计实现每小时20吨鲜薯处理量。

## 营养特性
对比传统主食：
- 氨基酸评分：必需氨基酸比例达FAO/WHO标准的89%，优于大米（65%）[1]
- 血糖生成指数：GI值为54，属低升糖指数食品[1]
- 矿物保留率：钾元素保留率92.4%，铁元素保留率81.3%[2]

## 生产工艺
采用五阶重组技术：
1. 原料预处理：鲜薯经光学分拣（识别发芽/绿变薯块）、高压水刀去皮，损耗率控制在0.8%以下[2]
2. 浆料制备：双级粉碎形成粒径≤50μm的均匀浆体，添加0.3%抗坏血酸防止褐变[1]
3. 分子重塑：通过双螺杆挤压机（L/D=40:1）在135℃、40bar条件下改变淀粉晶体结构[2]
4. 微孔成型：模具采用蜂窝状多孔设计，挤出米粒直径2.1±0.2mm，长度5-6mm[3]
5. 梯度干燥：三段式干燥（90℃→65℃→40℃）使含水量从75%降至12%，耗时23分钟[2]